# Siège de Kanegasaki (1570)
Ne pas confondre avec Siège de Kanegasaki (1337)
Le siège de Kanegasaki (金ヶ崎の戦い, Kanegasaki no Tatakai) de 1570 se déroule durant la lutte d'Oda Nobunaga contre le clan Asakura dans la province d'Echizen. Kinoshita Hideyoshi, un des généraux en chef de Nobunaga, mène l'attaque contre la forteresse. Après la chute de celle-ci, l'armée de Nobunaga mène une fameuse retraite d'Echizen.

## Source de la traduction
- (en) Cet article est partiellement ou en totalité issu de l’article de Wikipédia en anglais intitulé « Siege of Kanegasaki (1570) » (voir la liste des auteurs).